# ام‌بی‌سی ۲
ام‌بی‌سی ۲ (به انگلیسی: MBC 2) اولین شبکه پخش فیلم‌های هالیوود است که بدون وقفه بر روی ماهواره نیل ست در حال نمایش می‌باشد. فیلم‌ها در خاورمیانه و شمال آفریقا به صورت عربی زیرنویس می‌شوند.
MBC ۲ در ۱۲ ژانویه سال ۲۰۰۳ میلادی (معادل ۲۲ دی ماه هشتاد و یک) شروع به کار کرد و فقط به نام کانال ۲ مشهور بود. در آن زمان این کانال فقط فیلم سینمایی پخش نمی‌کرد بلکه به پخش برنامه‌های متنوع شبکه‌های آمریکایی می‌پرداخت که در حال حاضر MBC ۴ این کار را انجام می‌دهد و MBC ۲ فقط و به‌طور اختصاصی به پخش فیلم‌های سینمایی می‌پردازد. MBC ۲ به اولین و تنها شبکه ممتاز ماهواره‌ای که به پخش بدون وقفه فیلم‌های سینمایی در جهان تبدیل شده‌است.
در حال حاضر MBC ۲ با برترین گارگاه‌های فیلم سازی هالیوود معمله‌ای ترتیب داده‌است تا به عنوان اولین نمایش دهنده فیلم‌های موفق باکس آفیس بر روی ماهواره باشد. از تماشایی‌ترین فیلم‌های هالیوود گرفته تا فیلم‌های کلاسیک مدرن، همه در MBC ۲ به صورت لیست شده بر اساس زیبایی فیلم و هنرپیشه‌ها دسته‌بندی شده‌اند. به عنوان مثال اولین شبکه‌ای که فیلم بابل را در ماهواره به صورت مجانی و آزاد پخش نمود این کانال بوده‌است.